# Carrera (arquitectura)

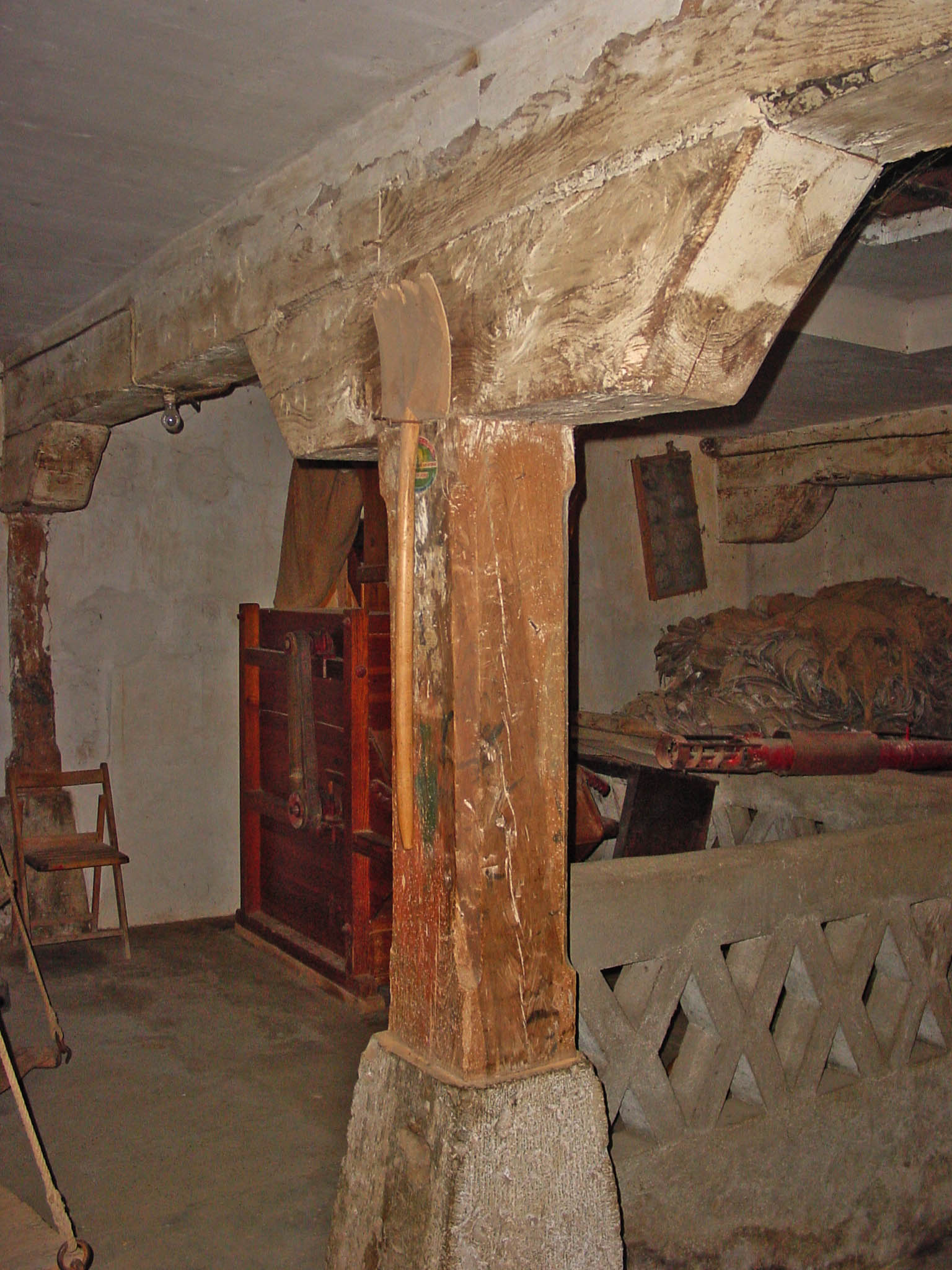
Carrera sobre un pie derecho

En arquitectura, se llama carrera al madero que se coloca en horizontal inmediatamente encima de los pies derechos. Hacen el papel de arquitrabes y sirve para cargar sobre ellas las vigas de los suelos. 
Sobre las cabezas de las carreras se ponen las soleras para asentar nuevos pies derechos en la parte superior. 